# Giuseppe Lazzaro Danzuso
Giuseppe Lazzaro Danzuso (Catania, 1958) è un giornalista, scrittore e regista italiano.

## Biografia
Dopo l'esordio nel 1976 come autore e conduttore di una trasmissione radiofonica sullo spettacolo diretta da Giuseppe Tornatore sulla Rai regionale siciliana, ha cominciato a scrivere critiche teatrali per il quotidiano catanese del pomeriggio Espresso sera. Poi ha lavorato con l'emittente televisiva Antenna Sicilia, dove è diventato professionista, e con il quotidiano La Sicilia, sempre dello stesso gruppo editoriale. Passato all'ANSA, prima ha retto l'ufficio di Catania, poi, a Roma, è stato tra i coordinatori della redazione televisiva che realizzava tg per Bloomberg Television e contenuti per le news di Stream. Attualmente si occupa di uffici stampa. Ha scritto numerosi libri sulla Sicilia. Da regista ha realizzato più di venti documentari e, nel 2021, un film a soggetto, il mediometraggio "Milena, la luna", presentato in anteprima nazionale nel Festival internazionale del Cinema di Frontiera di Marzamemi . Ha scritto anche per il teatro debuttando nel 2015 con “'Ntonia e Pasqualinu” , tratto dal libro "Gran Circo Catania" , che ha come sottotitolo "Guida improbabile a una città incredibile" . Dopo un saggio sulle feste popolari al tempo dei selfie nel libro "È viva Sant'Agata", ha scritto, nel 2018, il suo primo romanzo, "Ritorno all'Amarina", accolto da critiche molto positive. Nella sua carriera ha ottenuto numerosi riconoscimenti tra cui il Premio giornalistico nazionale “Più a Sud di Tunisi” per il reportage  (2006), il Premio giornalistico internazionale Pantalica (1995), e i riconoscimenti internazionali Polifemo d'argento (1993) e Solemare  (1987). È stato, dal 2004 al 2013, consigliere regionale dell'Ordine dei giornalisti di Sicilia, diventando poi presidente del Consiglio di disciplina territoriale .

## Opere
- La Mattanza (Maimone, 1987),
- Al Qantarah (Domenico Sanfilippo, 1988),
- Pantalica (Domenico Sanfilippo, 1989),
- Aitna (Domenico Sanfilippo, 1990),
- Vindicari (Domenico Sanfilippo, 1991),
- Marsallah (Domenico Sanfilippo, 1992),
- Sicilia, incontro di civiltà mediterranee (White Star, 1993),
- Kephalé (Domenico Sanfilippo, 1995),
- Qal'at (Domenico Sanfilippo, 1996),
- Eolion (Domenico Sanfilippo, 1997),
- Hybla (Domenico Sanfilippo, 1998),
- Pelaghié (Domenico Sanfilippo, 1999),
- Sicilia, i luoghi e la storia (White Star, 2001),
- Catania è una cassata (Lapis, 2002),
- Fiaschi, lumere, canteri e Cannate (Amicare Pizzi, 2004),
- Sei colori siciliani [8](Kalos, 2005),
- Sicilia (National Geographic, 2007),
- Pietra acqua (Infinity Media, 2008),
- Teletna, la nascita dell'Italia delle TV [9](Bonanno, 2009),
- Gran Circo Catania, Guida improbabile a una città incredibile [10](Carthago 2014)
- È viva Sant'Agata (testi con Salvatore Spoto, foto di Alberto Bianco. Fausto Lupetti editore 2016)
- Ritorno all'Amarina (Fausto Lupetti editore 2018)